# Joaquín Zeballos Machado
Joaquín Zeballos Machado (Rocha, Uruguai, 30 de novembre de 1996) és un futbolista uruguaià que juga com a davanter pel Montevideo City Torque i anteriorment jugà al FC Barcelona B i el Girona FC.